# Ngarchelong
Ngarchelong ist ein administrativer „Staat“ (eine Verwaltungseinheit) der westpazifischen Inselrepublik Palau. Er liegt im äußersten Norden der Hauptinsel Babeldaob. Hauptort ist Mengellang.
Das 8 km² große Verwaltungsgebiet mit den acht kleinen Dörfern (hamlets) Ollei, Mengellang, Ngebei, Iebukel, Ngerbau, Ngriil, Ngeiungel und Ngermetong grenzt südlich an den Bezirk Ngaraard. Ngarchelong hat 384 Einwohner (Stand 2020).